# Hartwig von Platen (Maler)
Hartwig Karl Emil von Platen (* 18. November 1875 in Mechow, Landkreis Ostprignitz, Provinz Brandenburg; † 5. August 1924 in Berlin-Lichterfelde) war ein deutscher Landschaftsmaler.

## Leben
Von Platen, Spross des brandenburgischen Adelsgeschlechtes Platen, war einer von zwei Söhnen des preußischen Rittmeisters a. D. und Herrn auf Gantikow, Karl Hermann von Platen (1833–1915), aus dessen zweiter Ehe mit Henriette, geborene Brebeck (1853–1908). Er beschritt eine Offizierslaufbahn in der Preußischen Armee und wurde Leutnant à la suite des Kaiser Alexander Garde-Grenadier-Regiments Nr. 1. 1899 heiratete er die Kaufmannstochter (Luise) Lucie Schwartze (1878–1965), geschieden Berlin 1918. Aus dieser Beziehung stammen der Sohn Hartwig von Platen (1901–1972), welcher ein Arrangeur und Komponist wurde, die Tochter Flockina von Platen, und die Tochter Ilse von Platen, welche dreimal bürgerlich verheiratet war. Lucie heiratete später den Bildhauer Hans Weddo von Glümer.
Als Schüler der Berliner Maler Hermann Eschke, Hans Licht und Carl Kayser-Eichberg bildete Hartwig von Platen sich zum Landschaftsmaler aus. Als solcher war er in Berlin tätig, wo er 1912 dem Verein Berliner Künstler beitrat und 1923 an der Großen Berliner Kunstausstellung teilnahm.
Platens Nichte, Tochter seines Bruders Botho von Platen (1879–1953), Gutsherr auf Neu-Pinnow, und dessen Ehefrau, der Schriftstellerin Leontine von Winterfeld-Platen, war die Schriftstellerin Sigelind von Platen.